# Julija Mamea
Julija Avita Mamea, ili, samo Julija Mamea (rođena oko 180., umrla 235. godine) bila je kći Julije Meze, jedne od moćnih žena koje su održavala dinastiju Severa na vlasti. Julija Mamea je bila sestra Julije Soemias.
Julija Mamea se udala za Gesija Marcijana, s kojim je imala sina, kasnijeg cara, Aleksandra Severa. Kada su se Elegabal i njegova majka Julija Soemias pokazali kao nekompetentni vladari, ukazala se prilika Aleksandru Severu, sinu Julije Mameje. On je postao car kada je 222. godine Elegabal bio ubijen od strane pretorijanaca. Julija Mamea je vladala u ime Aleksandra koji je tada imao svega 14 godina. Čim je odrastao Aleksandar je počeo ukazivati punu počast svojoj majci. Julija Mamea je pratila sina na svim njegovim ratnim pohodima, što je kao praksu uvela još Julija Domna, žena Septimija Severa. Tako je Julija Mamea putovala na Istok, u rat protiv Parta. Pratila je sina kada je ovaj ratovao protiv Germana. Kada su Aleksandra Severa ubili njegovi vojnici blizu Moguntiakuma, Juliju Mameju je zadesila ista sudbina.

## Vanjske poveznice
- "Julija Mamea" na strani livius.org  Arhivirana inačica izvorne stranice od 13. travnja 2007. (Wayback Machine)